# Ciudad Emergente
Das Ciudad Emergente, auch Festival Ciudad Emergente (zu deutsch: Aufstrebende Stadt), ist ein mehrtägiges Festival, welches seit 2008 jährlich im Sommer an mehreren Plätzen in der argentinischen Hauptstadt Buenos Aires ausgetragen wird.
Hauptträger ist die Stadtverwaltung Buenos Aires, Hauptveranstaltungsort ist das Centro Cultural Recoleta. Das Programm erstreckt sich über Rock- und Popmusik, Dichterlesungen, Fotografie, Comedy und Film.

## Ausgabe 1, 2008
Das erste Festival fand vom 21. bis 29. Juni 2008 statt. Als Film wurde u. a. Feiern – Don’t forget to go home von Maja Classen (2006) gezeigt.

## Ausgabe 2, 2009
Daten des zweiten Festivals: 11. bis 15. Juni 2009.

## Ausgabe 3, 2010
Daten des dritten Festivals: 2. bis 6. Juni 2010. Erstmals wurden 130.000 Teilnehmer verzeichnet.

## Ausgabe 4, 2011
Daten des vierten Festivals: 16. bis 20. Juni 2011 mit 160.000 Besuchern.

## Ausgabe 5, 2012
Daten des fünften Festivals: 6. bis 10. Juni 2012 mit 250.000 Besuchern.

## Ausgabe 6, 2013
Daten des sechsten Festivals: 19. bis 23. Juni 2013 mit 350.000 Besuchern über fünf Tage.

## Ausgabe 7, 2014
Für die siebte Ausgabe des Festivals vom 4. bis 8. Juni 2014 wurden mehr als 250.000 Besucher erwartet, letztlich nahmen laut TN.com.ar sogar mehr als 300.000 Besucher teil, während die Festivalleitung die Teilnehmerzahl mit über 350.000 angibt.
Mitte Mai 2014 wurde das musikalische Rahmenprogramm vorgestellt. Ein Höhepunkt war die Vorstellung des Showtheaters Fuerza Bruta. Einen Auftritt hatte am 8. Juni 2014 auch die Post-Hardcore-Band Deny.
Vom 21. bis 23. Mai 2014 fand das erste Festival Ciudad Emergente in der Stadt Córdoba in Argentinien statt.
Anmerkung: Das Festival ist nicht zu verwechseln mit dem 2011 gegründeten gleichnamigen webbasierten Stadtentwicklungsprojekt Ciudad Emergente (CEM).